# The Scarlet Coat
 The Scarlet Coat és una pel·lícula estatunidenca dirigida per John Sturges el 1955.

## Argument
El 1780, durant la Guerra de la Independència dels Estats Units dels futurs Estats Units, el major John Bolton, de l'exèrcit Continental, està encarregat de desemmascarar el traïdor, que opera al si de l'anomenat exèrcit, que informa els anglesos amb el pseudònim de «Gustavus». Bolton, fent-se passar per un desertor al servei de l'exèrcit britànic, coneix el doctor Jonathan Odell (un intermediari de Gustavus), l'enigmàtic Sally Cameron, així com el major anglès John André...

## Repartiment
- Cornel Wilde: el major John Bolton
- Michael Wilding: el major John André
- George Sanders: el doctor Jonathan Odell
- Anne Francis: Sally Cameron
- Robert Douglas: el general Benedict Arnold
- John McIntire: el major-general Robert Howe
- Rhys Williams: Peter
- John Dehner: el major-general Nathanael Greene
- James Westerfield: el coronel John Jameson
- Ashley Cowan: Mr Brown
- Paul Cavanagh: el general Sir Henry Clinton
- John Alderson: Mr Durkin
- John O'malley: el coronel Winfield
- Bobby Driscoll: Ben Potter